# Teklowo
Teklowo (kaszub. Téklòwò) – kolonia w Polsce, w województwie pomorskim, w powiecie kartuskim, w gminie Stężyca.
Miejscowość leży na terenie Kaszubskiego Parku Krajobrazowego, na Kaszubach. Wchodzi w  skład sołectwa Pierszczewo. 
Do 2023 miejscowość była częścią wsi Pierszczewo.
W latach 1975–1998 Teklowo administracyjnie należało do województwa gdańskiego.
Teklowo 31 grudnia 2011 r. miało 1 stałego mieszkańca.
Na wschód od Pierszczewka znajduje się okalany wodami Jeziora Ostrzyckiego rezerwat przyrody Ostrzycki Las.